# Moçambique (ö)
Moçambiqueön (portugisiska: Ilha de Moçambique) är en ö i Indiska oceanen på vilken en gammal befäst stad med samma namn är belägen. Idag ingår ön och bebyggelsen i den moderna stadsbildningen Cidade Ilha de Moçambique, som även omfattar områden på fastlandet samt på ytterligare ett par öar.
Ön, som har ca 48 000 invånare, är belägen  nära kusten i provinsen Nampula i Moçambique och var från början en portugisisk handelsstation på vägen till Indien.
Ön och den historiska stadskärnan, som 1991 blev ett av Unescos världsarv, utmärker sig genom sin arkitektur från 1500-talet. Byggnaderna är alla uppförda med samma teknik och byggnadsmaterial och har tidstypiska dekorationer. En drygt 3 km lång bro byggdes 1967 och sammanbinder ön med fastlandet.

## Geografi
Moçambiqueön är uppbyggd av ett korallrev i Moçambiquekanalen 3 kilometer utanför den östafrikanska kusten. Ön är cirka 3 kilometer lång och mellan 200 och 500 meter bred och tillhör Nampulaprovinsen. Öster om huvudön ligger två obebodda öar, Goa och Zena.

### Klimat
Klimatet är det likadant som på fastlandet med en torrperiod och en regnperiod. Temperaturen är svalare än på fastlandet och ön är utsatt för tropiska cykloner.

## Historia
Ön användes av arabiska handelsmän som en handelsstation från 900-talet till slutet av 1400-talet. Vasco da Gama landsteg på ön år 1498 och gjorde anspråk på ön å Portugals vägnar. Moçambiqueön var vid tidpunkten befolkad av araber och afrikaner, och där fanns en viktig arabisk hamn med flera skeppsvarv. Ön styrdes av sultanen Ali Musa Mbiki (Musa al Big), som var underställd sultanen i Zanzibar. Fyra år senare återvände da Gama med portugisiska kolonister som kom att bygga de första befästningarna på ön. Med tiden, ön gav sitt namn till hela landet. Öns ekonomiska betydelse minskade efter nedgången av slavhandeln i mitten av 1800-talet och på grund av Suezkanalen som invigdes 1869.

## Arkitektur
Ön var en portugisisk koloni i 475 år och har en typisk kolonial arkitektur blandad med arabisk arkitektur på den norra delen av ön, och afrikansk byggnadsteknik med hyddor täckta med palmblad på den södra delen.

## Galleri

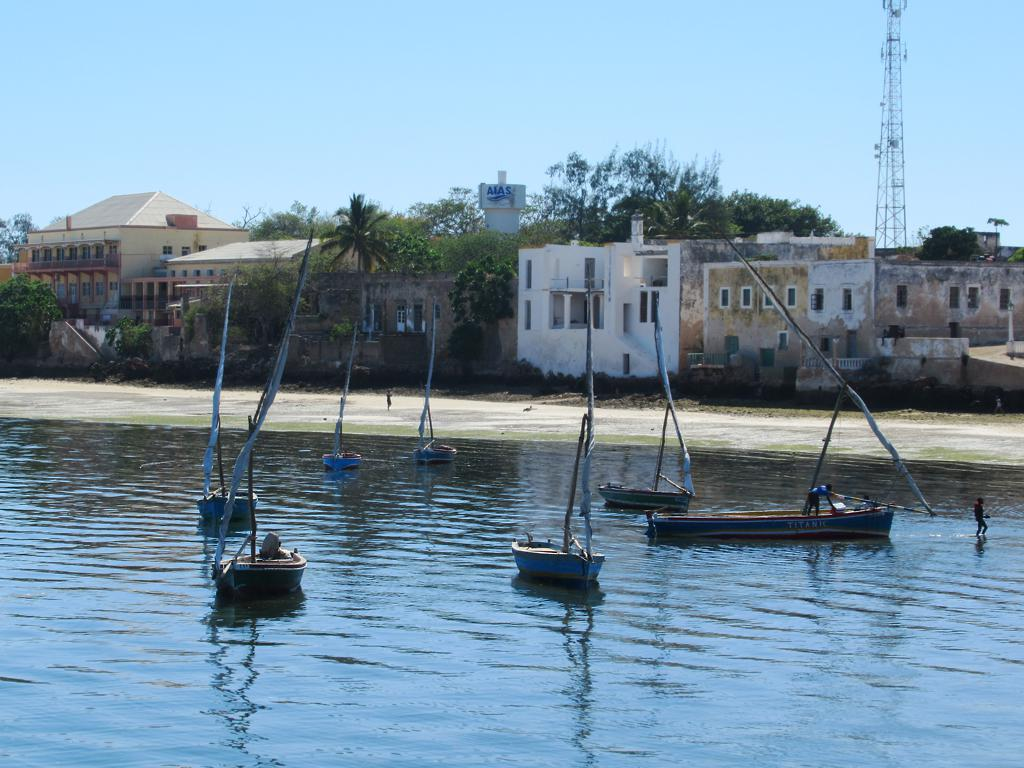
Byggnader från tiden som koloni.
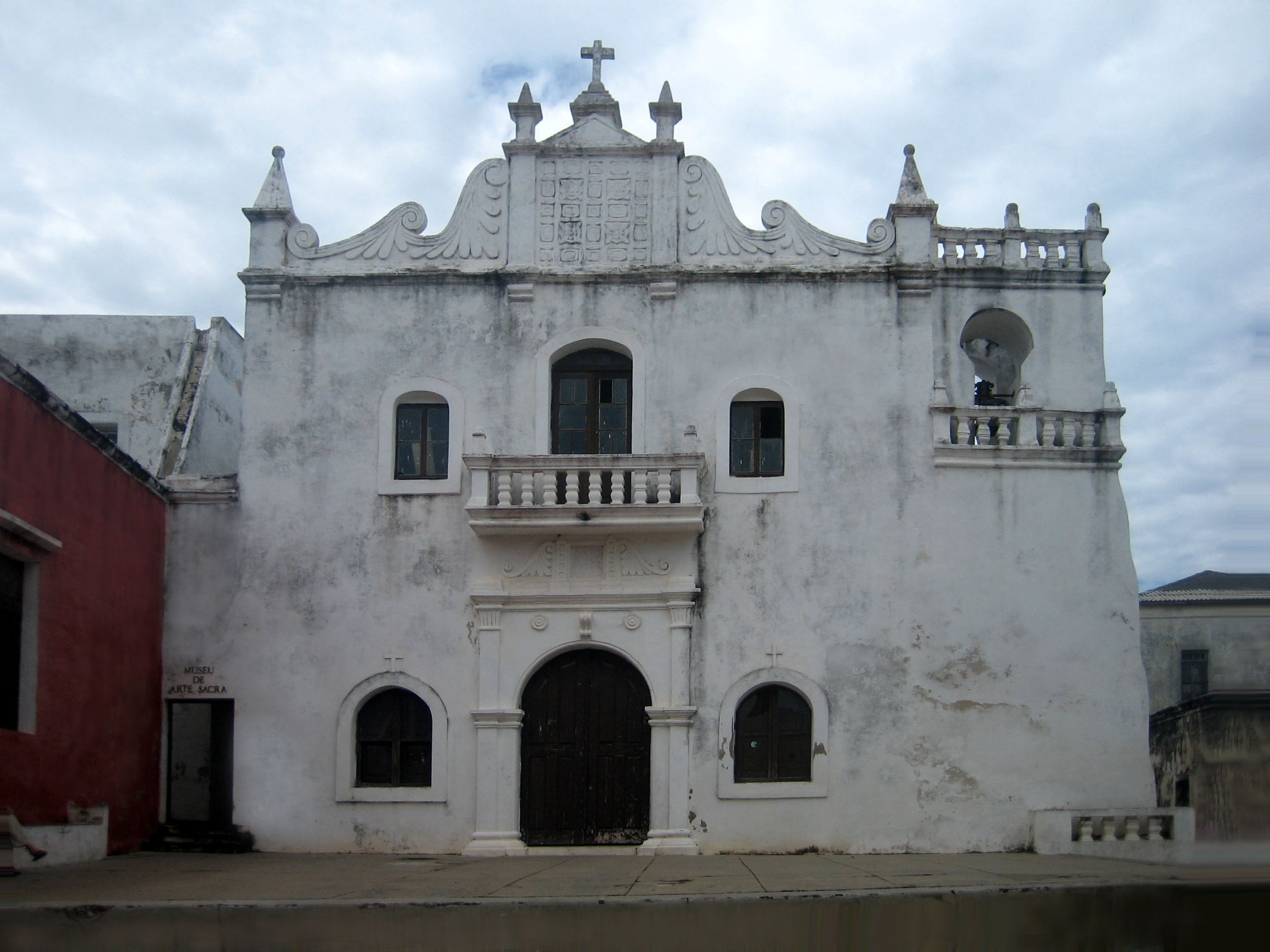
Barmhärtighetens kyrka.
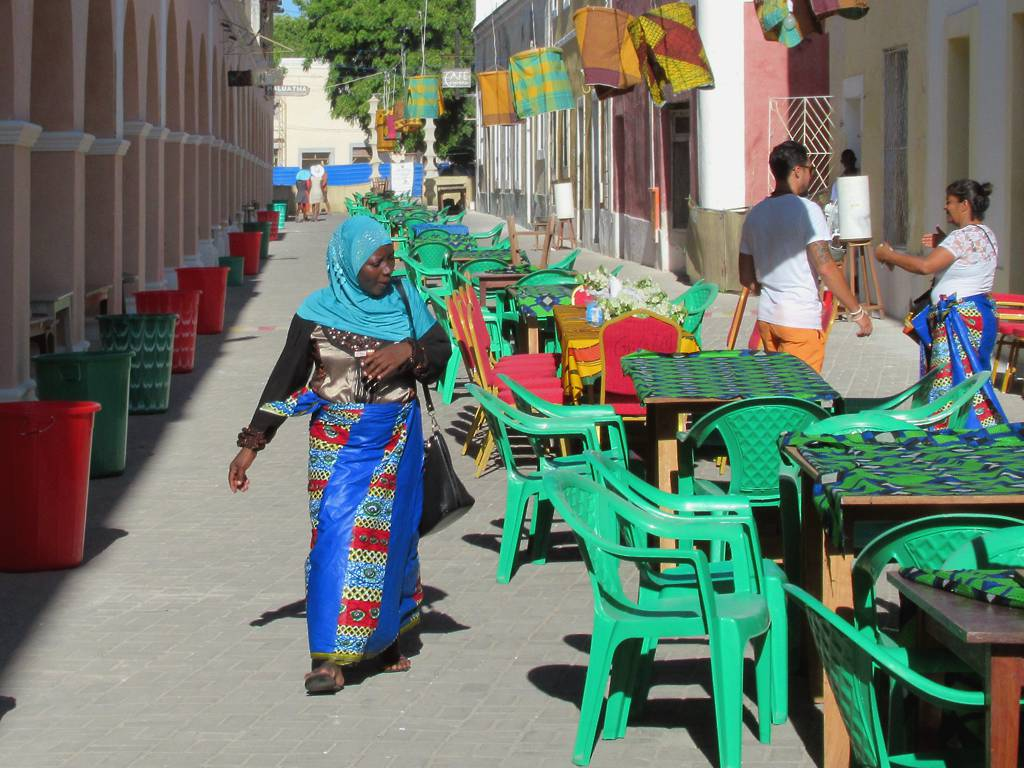
Amilcar Cabral-avenyn.

## Personer från Moçambiqueön
- Campos Oliveira (1847–1911), den första moçambikanske poeten som skrev på portugisiska.
- Orlando Mendes (1916–1990), moçambikansk författare.
- Lília Momplé (* 1935), moçambikansk författare.
- Esperança Bias (* 1958), minister 2005–2015.